# Berge Stahl
Berge Stahl — до 2011 года был крупнейшим балкером в мире, потерял первенство после ввода в эксплуатацию бразильского балкера Vale Brasil. До 2011 года был зарегистрирован в Норвегии с портом приписки — Ставангер, затем сменил место регистрации на Дуглас (остров Мэн). 

## История судна
Киль судна под строительным номером 416 был заложен 14 марта 1986 года. Спуск на воду состоялся 4 сентября 1986 года.
Судно дедвейтом 364 767 тонн было построено на верфи Hyundai Heavy Industries в Ульсане (Южная Корея) 4 декабря 1986 года. На судне установлен дизель мощностью 27610 лошадиных сил, высотой 9 метров, подающий мощность на 9-метровый винт. Максимальная скорость хода 13,5 узла.
Бывший владелец сухогруза Bergesen d.y. ASA.
Будучи полностью загруженным, это судно может быть принято только двумя портами мира, на терминале «Понта да Мадейра» Terminal Marítimo de Ponta da Madeira в Бразилии, и в Европорту вблизи Роттердама, Южная Голландия, Нидерланды. Но всё равно, в эти порты его заводили или выводили, в загруженном состоянии, только с наступлением прилива. Berge Stahl ходил между этими портами, совершая 10 рейсов в год, с грузом железной руды. Круговой рейс занимал порядка 5 недель.